# Prevenção da endocardite infecciosa
A Prevenção da Endocardite Infecciosa (EI) vem sendo discutida há décadas por associações e entidades como a American Heart Association (AHA), traduzida como Associação Americana do Coração. Desde 1955, há recomendações da AHA para prevenção de EI antes de procedimentos dentários, nos tratos digestivo e geniturinário. Inicialmente, grande destaque foi dado aos procedimentos que habitualmente cursam com bacteremia, principalmente se realizados em pacientes portadores de cardiopatias valvares ou congênitas. Após estudos posteriores, houve mudanças nas recomendações de Profilaxia, sendo a última atualização datada de 2007. 

## Princípios fundamentais que levaram à formulação das diretrizes da AHA em relação à EI
- A EI é uma doença rara, mas fatal, e a prevenção é preferível ao tratamento da infecção estabelecida;
- Certas condições cardíacas subjacentes predispõem para a EI;
- Bacteremia com organismos conhecidos por causar EI ocorre comumente em associação com procedimentos dentários invasivos, ou procedimentos do trato gastrointestinal ou geniturinário;
- A profilaxia antimicrobiana foi provada ser eficaz para a prevenção da EI experimental em animais,
- Profilaxia antibiótica foi pensada para ser eficaz em seres humanos para a prevenção da EI associado a procedimentos dentários, do trato gastrointestinal ou geniturinários.[2]

## Alterações no protocolo de 1997 para 2007
O protocolo de 1997, divulgado pela AHA, apresentava algumas características notáveis, como a classificação do risco das condições cardíacas em alto, moderado ou baixo. Além disso, trazia o conceito de que a maioria dos casos de EI não era decorrente de procedimentos invasivos, mas de episódios aleatórios de bacteremia transitória causada por hábitos rotineiros de Higiene bucal, como a escovação, o uso de fio dental ou até mesmo por meio da Mastigação. Algumas das considerações do documento de 1997 foram reavaliadas em 2007 pelo “Conselho de Febre Reumática, Endocardite e Doença de Kawasaki em Jovens” da AHA, resultando na redução significativa dos grupos de risco para a doença.

### Razões para a elaboração das novas recomendações para a profilaxia da EI
Justifica-se as alterações nas recomendações para profilaxia devido aos seguintes fatores:
- A EI resulta, mais frequentemente, de bacteremias que ocorrem durante atividades diárias da pessoa do que daquelas decorrentes de procedimentos odontológicos;
- A profilaxia pode prevenir um número muito pequeno, se existente, de casos de EI em indivíduos submetidos a procedimentos odontológicos;
- O risco de reações adversas aos antibióticos excede os benefícios, se existentes, da profilaxia antibiótica;
- A manutenção de uma boa saúde oral e higiene pode reduzir a incidência de bacteremias decorrentes de atividades, sendo isto mais importante do que o uso de antibióticos para a redução do risco de EI.[1]

## Tipos de Prevenção

### Antibiótica
A profilaxia com antibióticos é vantajosa pelos seguintes motivos:
1. Realmente previne a infecção;
2. Reduz a morbidade e mortalidade em procedimentos cirúrgicos;
3. Diminui os custos do tratamento;
4. Influi no tempo de internação hospitalar;
5. Reduz a dose total do antibiótico utilizado;
6. Diminui a possibilidade de resistência bacteriana.

No entanto, alguns autores afirmam o contrário, alegando que este tipo de profilaxia não reduz a incidência de infecção, que há possível indução de resistência bacteriana, além de uma falsa segurança, podendo impactar em efeitos adversos na técnica operatória e nas normas de biossegurança e controle de infecções durante o ato operatório.

#### Prevenção antibiótica em procedimentos odontológicos
Este tipo de prevenção é dirigido aos indivíduos que se submeterem a procedimentos que envolvem a manipulação de tecido gengival, da região periodontal ou perfuração da Mucosa oral, como: extrações dentárias, procedimentos periodontais, incluindo cirurgia, escarificação e nivelamento de raiz, sondagem e manutenção, reimplante de dentes e limpeza profilática de dentes ou implantes, quando se espera sangramento.

#### Prevenção antibiótica em procedimentos cardíacos
As novas recomendações indicam que a profilaxia antibiótica deve ser instituída apenas aos portadores de condições cardíacas consideradas de alto risco para a EI quando submetidos a procedimentos que podem acarretar à bacteremia.
Sendo os indivíduos de maiores riscos:
- Portador de prótese cardíaca valvar;
- Valvopatia corrigida com material protético;
- Antecedente de endocardite infecciosa;
- Valvopatia adquirida em paciente transplantado cardíaco;
- Cardiopatia congênita cianogênica não corrigida;
- Cardiopatia congênita cianogênica corrigida que evolui com lesão residual;
- Cardiopatia congênita corrigida com material protético.

A profilaxia com antibióticos deve ser indicada, também, imediatamente antes dos procedimentos cirúrgicos, repetidos durante prolongados períodos com doses para permitir a manutenção de elevadas concentrações de antibiótico no soro e durante no máximo 48 horas após a cirurgia, para reduzir o potencial risco de surgimento de organismos resistentes..

#### Prevenção antibiótica de outros sistemas
Trato gastrointestinal: Nos procedimentos Escleroterapia de varizes de esôfago, Dilatação de estenos e esofagiana, Colangiografia retrógrada endoscópica com obstrução biliar, Cirurgias das vias biliares e cirurgias que envolvam a mucosa intestinal é indicada a prevenção antibiótica.
Trato geniturinário: Nos procedimentos de Cistoscopia, Dilatação uretral e Cirurgia da próstata é indicada a prevenção antibiótica.
Sistema respiratório: Nos procedimentos Tonsilectomia e/ou Adenoidectomia, Cirurgias que envolvam a mucosa respiratória e Broncoscopia com aparelho rígido é indicada a prevenção antibiótica.

#### Higienização
Diversos procedimentos odontológicos e atividades diárias como escovar os dentes, mastigação correta dos alimentos e o uso diário de fio dental são capazes de reduzir os riscos de se desenvolver a EI. A manutenção de uma boa saúde bucal e higiene seriam a maneira mais indicada e eficaz para se prevenir a endocardite infecciosa ao invés de antibióticos.

## Principais Fármacos
A primeira escolha para a terapia oral é a Amoxicilina, por ser bem absorvida no trato gastrointestinal, além de proporcionar nível sérico altos e sustentado.
Outros fármacos podem ser utilizados, como: Cefalexina, Clindamicina, Azitromicina, 
Claritromicina, Ampicilina, Cefazolina e Ceftriaxona. 